# Campionati europei cadetti di scherma 2018
I Campionati europei cadetti di scherma 2018 ("2018 European Cadets Fencing Championships") sono stati la 12ª edizione della manifestazione continentale organizzata dalla Confederazione europea di scherma. Si sono svolti dal 2 al 6 marzo 2018 a Soči, in Russia.
Nel fioretto, si sono aggiudicati i titoli dei campionati europei l'italiano Filippo Macchi, che ha battuto in finale il danese Jonas Winterberg-Poulsen, e la russa Adelina Bikbulatova che ha avuto la meglio sull'italiana Claudia Memoli.
Nella spada l'italiano Davide Di Veroli ha battuto in finale il russo Dmitriy Shvelidze, ottenendo il titolo europeo cadetti maschile, mentre tra le donne la magiara Eszter Muhari ha superato la connazionale Kinga Dekany.
Nella sciabola il russo Magamed Khalimbekov prevale sul britannico Ian Ren, mentre la turca Deniz Selin Unludag ha battuto la bulgara Yoana Ilieva.
Nei campionati europei cadetti a squadre maschili, la nazionale russa ha prevalso nella finale del fioretto contro l'Italia, mentre la nazionale italiana ha vinto nella spada contro la formazione tedesca, ed infine la nazionale magiara ha avuto la meglio sulla compagine italiana nella sciabola.
Nei campionati europei cadetti a squadre femminili, la nazionale russa ha prevalso nella finale del fioretto contro la Francia, l'Ungheria ha vinto nella spada contro la compagine ucraina, ed infine la formazione russa ha avuto la meglio sulla nazionale magiara nella sciabola.

## Podi

### Uomini
| Specialità  | Oro                                                                      | Argento                                                                     | Bronzo                                                                     |
| Individuali |                                                                          |                                                                             |                                                                            |
| Fioretto    | Filippo Macchi                                                           | Jonas Winterberg-Poulsen                                                    | Alessio Di Tommaso Maciej Bem                                              |
| Spada       | Davide Di Veroli                                                         | Dmitriy Shvelidze                                                           | Alexander Biro Paul Veltrup                                                |
| Sciabola    | Magamed Khalimbekov                                                      | Ian Ren                                                                     | Oleg Yuzhakov Balazs Kaiser                                                |
| A squadre   |                                                                          |                                                                             |                                                                            |
| Fioretto    | Russia Daniil Fedorov Danila Kravtsov Egor Barannikov Dmitrii Osipov     | Italia Filippo Quagliotto Alessio Di Tommaso Tommaso Martini Filippo Macchi | Polonia Maciej Bem Kacper Szczypinski Jakub Dolzycki Adam Podralski        |
| Spada       | Italia Davide Di Veroli Simone Greco Filippo Armaleo Alessandro Gabriolo | Germania Max Weise Paul Veltrup Leon Giesser Maximilian Kamereit            | Ucraina Maksym Kariychenko Ruslan Hasanov Andriy Opanasenko Andriy Derkach |
| Sciabola    | Ungheria Matyas Baaken Balazs Kaiser Krisztián Rabb Tamas Urban          | Italia Alberto Nigri Giorgio Marciano Lorenzo Ottaviani Michele Gallo       | Romania Elton Dinca Rares Ailinca Andrei Pastin Alexandru Zmau             |

### Donne
| Specialità  | Oro                                                                      | Argento                                                                          | Bronzo                                                                    |
| Individuali |                                                                          |                                                                                  |                                                                           |
| Fioretto    | Adelina Bikbulatova                                                      | Claudia Memoli                                                                   | Martina Favaretto Elena Petrova                                           |
| Spada       | Eszter Muhari                                                            | Kinga Dékány                                                                     | Karolina Staszulonek Sara Maria Kowalczyk                                 |
| Sciabola    | Deniz Selin Ünlüdağ                                                      | Joana Ilieva                                                                     | Darija Drozd Liza Pusztai                                                 |
| A squadre   |                                                                          |                                                                                  |                                                                           |
| Fioretto    | Italia Eleonora Berno Lucia Tortelotti Claudia Memoli Martina Favaretto  | Russia Elena Petrova Adelina Bikbulatova Vitalina Anaščenkova Valerija Rassolova | Romania Rebeca Cândescu Andreea Gheorghe Emilia Corbu Karina Vasile       |
| Spada       | Ungheria Borbála Kolczonay Eszter Muhari Kinga Dékány Lili Büki          | Russia Aizanat Murtazaeva Milen Bavuge Chabimana Ella Minnullina Jana Bekmurzova | Romania Mihaela Leonte Andrada Ghica Talida Enache Claudia Durău          |
| Sciabola    | Russia Darija Drozd Alina Ključnikova Marija Zinjuchina Valerija Kobzeva | Ungheria Liza Pusztai Valentina Nagy Sugár Katinka Battai Luca Szűcs             | Turchia Aylin Çakır Maya Ataç Kurtulmuş Deniz Selin Ünlüdağ Nisanur Erbil |

## Medagliere
| Posizione | Nazione       |    |    |    | Totale |
| --------- | ------------- | -- | -- | -- | ------ |
| 1         | Italia        | 4  | 3  | 3  | 10     |
| 1         | Russia        | 4  | 3  | 3  | 10     |
| 3         | Ungheria      | 3  | 2  | 2  | 7      |
| 4         | Turchia       | 1  | 0  | 1  | 2      |
| 5         | Germania      | 0  | 1  | 1  | 2      |
| 6         | Bulgaria      | 0  | 1  | 0  | 1      |
| 6         | Danimarca     | 0  | 1  | 0  | 1      |
| 6         | Gran Bretagna | 0  | 1  | 0  | 1      |
| 9         | Polonia       | 0  | 0  | 3  | 3      |
| 9         | Romania       | 0  | 0  | 3  | 3      |
| 11        | Austria       | 0  | 0  | 1  | 1      |
| 11        | Ucraina       | 0  | 0  | 1  | 1      |
| Totale    | Totale        | 12 | 12 | 18 | 42     |